# Kusum sarovara
Kusum Sarovara egy tó India Uttar Prades államában.
A vallások sokasága és a lelki kultúra ősi hagyományai miatt Indiában rengeteg szent hely van, ezek közül számos, a hinduizmushoz kapcsolódó zarándokhely Uttar Pradesben található. Az egyik legfontosabb a Govardhan hegy, ami körül rengeteg kisebb-nagyobb tó helyezkedik el, köztük a Kusum Sarovara is, tiszta, hűs vizével, mellette gyönyörű templommal (chatri , vagy canopy).

## Leírás
A Govardhan város és Radha kunda között fekvő, négyzet alakú, mintegy 140 m. hosszú tavat finoman megmunkált, a vízbe nyúló  platformok díszítik. Remek fürdési lehetőség a partjai lépcsős kialakításának, illetve a hűvös, tiszta víznek köszönhetően. A helyiek szerint a tó fenekére nem sikerült még senkinek lejutni, annak mélysége miatt. A tó melletti, Jayapuri stílusban épült gyönyörű kegyhely Suraj Mal Maharajnak, Bharatpur egykori királyának állít emléket és röviddel az 1763-ban bekövetkezett halála után épült. Ez az egyik a négy hasonló emlékhely közül, amit Bharatpur királyainak emlékére állítottak. A lépcsős kialakításű fürdőhelyet (Ghat) Jawahir Singh építtette 1764 körül.

## Vallási vonatkozása
Kusum virágot, Sarovara pedig tavat, vizet jelent. A legenda szerint Krisna barátnői, a tehénpásztorlányok (gopík) ezen a helyen szedtek gyönyörű virágokat, hogy szerelmüknek, Krisnának füzéreket készítsenek belőle. Egy alkalommal a nagy szent, Nárada hallott Krisna és barátnői közti isteni kedvtelésekről és óriási vágyat érzett, hogy részese legyen azoknak. Nem messze a Kusum Sarovaratól található a Narada Kund, ahol Narada hosszú ideig meditált, hogy elérje célját. A meditáció hatására megjelent Vrinda dévi, aki elmondta neki, hogy azokban a játékokban csak gopítestben vehet részt, majd elvitte a Kusum Sarovarahoz, ahol Narada megfürdött, így lány testet kapott és részese lehetett a transzcendentális kedvteléseknek.
Szintén ezen a helyen Uddhava, Krisna rokona és barátja egy hónapon keresztül magyarázta a Srímad Bhágavatamot, az Istenről és az ő hívőiről (bhakták) szóló művet, így tanítva nekik a lelki tudást. Uddhavának szintén állítottak itt egy templomot, ahol az imádatot a mai napig is gyakorolják a hagyományok szerint.

## Külső hivatkozások
- A chhatri 1
- A chhatri 2[halott link]
- Képgaléria a környékről 1
- Képgaléria a környékről 2
- Fotó 1860-as évekből[halott link]